# Аб-Бахшан (Марказі)
Аб-Бахшан (перс. اب بخشان) — село в Ірані, у дегестані Мальмір, у бахші Сарбанд, шагрестані Шазанд остану Марказі. За даними перепису 2006 року, його населення становило 127 осіб, що проживали у складі 36 сімей.

## Клімат
Середня річна температура становить 10,24 °C, середня максимальна – 29,46 °C, а середня мінімальна – -12,57 °C. Середня річна кількість опадів – 291 мм.
| Клімат поселення                              | Клімат поселення | Клімат поселення | Клімат поселення | Клімат поселення | Клімат поселення | Клімат поселення | Клімат поселення | Клімат поселення | Клімат поселення | Клімат поселення | Клімат поселення | Клімат поселення | Клімат поселення |
| Показник                                      | Січ.             | Лют.             | Бер.             | Квіт.            | Трав.            | Черв.            | Лип.             | Серп.            | Вер.             | Жовт.            | Лист.            | Груд.            |                  |
| Середній максимум, °C                         | 4,92             | 7,10             | 10,86            | 17,72            | 22,98            | 27,82            | 29,25            | 29,46            | 24,42            | 18,18            | 11,58            | 6,30             |                  |
| Середня температура, °C                       | −3,82            | −1,64            | 2,12             | 8,98             | 14,24            | 19,09            | 23,38            | 23,58            | 18,56            | 12,31            | 5,72             | 0,41             |                  |
| Середній мінімум, °C                          | −12,57           | −10,38           | −6,62            | 0,24             | 5,50             | 10,33            | 17,50            | 17,71            | 12,68            | 6,44             | −0,16            | −5,46            |                  |
| Норма опадів, мм                              | 45               | 39               | 54               | 40               | 34               | 7                | 1                | 1                | 0                | 5                | 26               | 39               |                  |
| Середньомісячна швидкість вітру, м/с          | 1.22             | 2.04             | 2.96             | 2.84             | 2.36             | 2.31             | 2.34             | 2.18             | 2.14             | 1.89             | 1.82             | 1.22             |                  |
| Середньомісячна сонячна радіація, кДж/м²·день | 9515             | 12618            | 15164            | 18415            | 22543            | 27094            | 26082            | 24235            | 21474            | 16033            | 11259            | 9234             |                  |
| --------------------------------------------- | ---------------- | ---------------- | ---------------- | ---------------- | ---------------- | ---------------- | ---------------- | ---------------- | ---------------- | ---------------- | ---------------- | ---------------- | ---------------- |
| Джерело:                                      |                  |                  |                  |                  |                  |                  |                  |                  |                  |                  |                  |                  |                  |